# エンジェル・ブレード
『エンジェル・ブレード』 (Angel Blade NEO TOKYO GUARDIANS) は、1997年7月3日にオンデマンドから発売されたPlayStation用ゲームソフト。

## 物語
西暦2020年警察庁特別捜査局第6課と、悪の組織「桔梗屋」の、東京の覇権をめぐる戦いが始まろうとしていた。

## キャラクター

### 特別捜査局第6課
赤塚夏希声 - 清水こずえ
戦隊のリーダー格。カラーは赤。
青山玲子声 - 八代美奈子
冷静沈着なスーパーレディ。カラーは青。
桃井美咲声 - 徳田志保
ギャグメーカー。カラーは桃色。
緑川翔太声 - 新原秀明
唯一の男性メンバー。カラーは緑。
黄河真琴声 - 伊藤麻里
最年少の新人。カラーは黄色。
白石冴子声 - 岡田由佳
上官。カラーは白。

### 桔梗屋
黒木左京声 - 小林武史
桔梗屋の司令。
黒木右京声 - 小林武史
左京の双子の兄弟。
橙野弥生声 - 藤沢友美
左京の副官をアルバイトでしている女子高生。
黒木桔梗声 - 城ヶ崎雄三
桔梗屋の元締め。